# Taous Merakchi
Taous Merakchi, également connue sous le pseudonyme de Jack Parker, née le 24 août 1987 à Paris, est une podcasteuse, rédactrice web et écrivaine française.

## Biographie
Fille d'un père français et d'une mère d'origine kabyle, elle obtient un baccalauréat littéraire en 2009 après une longue période de décrochage scolaire et s'inscrit dans une licence de langues, littératures et civilisations étrangères et régionales anglais à l'université Paris-Diderot, qu'elle abandonne en 2011 pour se consacrer pleinement à ses activités de rédactrice web.
À partir de 2008 et jusqu'en novembre 2013[réf. nécessaire], elle travaille pour le magazine Madmoizelle, où elle choisit d'écrire sous le pseudonyme de Jack Parker,.
En 2013, elle commence à parler des règles sur son blog Passion Menstrues,,,,,,,,, avec pour objectif de lever le tabou qui existe autour du sujet, puis publie Le Grand Mystère des Règles chez Flammarion,,.
En 2018, elle dirige la publication de Lettres à l'ado que j'ai été, dont les droits d'auteur sont reversés à une association de lutte contre le harcèlement scolaire,.
La même année, elle aborde le thème de la mort avec le podcast Mortel produit par Nouvelles Écoutes, qui sera ensuite adapté sous forme de livre en 2020 aux éditions Marabout.
En 2019, elle publie Witch Please, un livre qui aborde la sorcellerie, sujet auquel elle avait consacré une lettre d'informations en 2017 et 2018,.
Depuis 2021, elle écrit et présente le podcast « Feu de camp » créé par NRJ, traitant d’histoires paranormales.
En janvier 2023, elle publie Coven, sa première fiction, sous forme de bande-dessinée, illustrée par Dacoffeetime.

## Ouvrages
- Scary party, Hachette pratique, 2016, 120 p. (ISBN 9782013945936)
- Le Grand Mystère des règles : Pour en finir avec un tabou vieux comme le monde, Flammarion, 2017, 256 p. (ISBN 978-2081408647)
- dirigé par Jack Parker, Lettres à l’ado que j’ai été, Flammarion, 2018, 203 p. (ISBN 978-2081428652)
- Witch Please : Grimoire de sorcellerie moderne (ill. Diglee), Pygmalion, 2019, 216 p. (ISBN 978-2756425351)
- Écriture automatique : Capsule temporelle adolescente, auto édition, 2019, 69 p. (ISBN 9781696062251)
- Mortel : Petit guide de survie à la mort, Marabout, 2020, 208 p. (ISBN 978-2-501-15807-7)
- 150 Anecdotes macabres pour mettre l'ambiance en soirée : Petit guide de survie à la mort, First, 2021, 208 p. (ISBN 978-2412064290)
- Vénère : Être une femme en colère dans un monde d'hommes, Flammarion, 2022, 220 p. (ISBN 978-2080249647)
- Coven (ill. Dacoffeetime), Dupuis, 2023, 256 p. (ISBN 9791034750481)
- Le Paon, Éditions Jean-Claude Lattès, 2023, 200 p. (ISBN 978-2709672627)